# Aga Gentz
Aga Gentz (auch Auguste Gentz; geb. Auguste Agol; * 29. Dezember 1912 in Riga; † 8. Februar 2002 in Jena) war eine deutsche Malerin und Zeichnerin.

## Leben und Werk
Auguste Gentz, die sich später Aga Gentz nannte, kam aus einer kunstaffinen Familie. Einer ihrer Urgroßväter war Bildhauer, ihr Vater Fotograf. Sie studierte nach dem Abitur an der Estnischen Kunstakademie in Tallin von 1930 bis 1936 dekorative Malerei und nach dem Diplom weiter bis 1938 Email- und Porzellanmalerei. Danach arbeitete sie bis 1940 in Tallin als freischaffende Malerin, u. a. auch als Porzellanmalerin für die Porzellanmanufaktur von Nikolai Langebraun, Estlands erste industrielle Werkstatt für Porzellanmalerei.
1941 zog sie nach Köln, wo sie 1942/1943 an der Kunsthochschule studierte und dann freischaffend arbeitete. Nachdem sie bei einem Bombenangriff ihr Atelier verloren hatte, floh sie 1944 in das thüringische Laasdorf. Von 1945 bis 1956 arbeitete sie als Zeichenlehrerin in Jena und dann bis 1959 in Stadtroda. Daneben betätigte sie sich intensiv als Malerin und Zeichnerin und hatte sie in Jena Kontakt zum Mal- und Zeichenzirkel Hans Laskos. Von 1956 bis 1959 machte Aga Gentz außerdem eine Ausbildung zur Fotografin. 1952 wurde sie in den Verband Bildender Künstler der DDR aufgenommen.
Von 1959 bis 1976 arbeitete sie in Jena als selbstständige Fotografin, dann als freischaffende Künstlerin. Ab 1978 hatte sie an der Friedrich-Schiller-Universität Jena einen Lehrauftrag im Kulturpraktikum.
Aga Gentz schuf als Pinsel-, Feder und Kohlezeichnungen und seit den 1980er Jahren in Pastell insbesondere Landschaftsbilder, Stillleben und Porträts. Daneben fertigte sie auch figürliche Keramikarbeiten und Knüpfteppiche.
Werke von Aga Gentz befinden sich u. a. in der Graphischen Sammlung der Städtischen Museen Jena.
Auguste Gentz war mit Harry Gentz (1907–2002) verheiratet, der in Stadtroda und Jena als Chorleiter wirkte. Beide sind auf dem Ostfriedhof Jena beigesetzt.

## Weitere Werke (Auswahl)
- Weiße Lilien (Öl, 1948 auf der Frühjahrskunstausstellung Bad Klosterlausnitz)
- Das rote Tor von Stadtroda (Mischtechnik; 1948 auf der Frühjahrskunstausstellung Bad Klosterlausnitz)
- Gäßchen in Stadtroda (Mischtechnik; 1948 auf der Frühjahrskunstausstellung Bad Klosterlausnitz; Abbildung im Katalog)
- Straße in Stadtroda (1949, Mischtechnik, 23 × 31 cm; Städtische Museen Jena)[3]
- Jena vom Hausberg (1956, Federzeichnung, laviert)
- Blumenstrauß in Vase (1983, Öl, 61 × 50 cm; Städtische Museen Jena)[3]

## Ausstellungen (unvollständig)

### Einzelausstellungen
- 1990: Gera, Kunstgalerie
- 1995: Jena, Galerie des Günter-Köhler-Instituts für Fügetechnik und Werkstoffprüfung

### Beteiligung an Gruppenausstellungen
- 1948: Bad Klosterlausnitz, Halle des Moorbads („Frühjahrskunstausstellung Bad Klosterlausnitz“)

- 1956: Halle, Galerie Moritzburg („Deutsche Landschaft“)
- 1986: Jena, Galerie Lobeda-West